# Eau d'Heure (vattendrag i Belgien, Province de Namur)
Eau d'Heure är ett vattendrag i Belgien.   Det ligger i provinsen Namur och regionen Vallonien, i den sydöstra delen av landet, 100 km sydost om huvudstaden Bryssel.
I omgivningarna runt Eau d'Heure växer i huvudsak blandskog. Runt Eau d'Heure är det ganska tätbefolkat, med 90 invånare per kvadratkilometer.